# Gábor Szabó
Pour les articles homonymes, voir Szabo.
Gábor Szabó, né Gábor István Szabó le 8 mars 1936 à Budapest et mort le 26 février 1982 dans la même ville, est un guitariste, sitariste, compositeur et arrangeur hongrois de jazz connu pour son mélange de jazz, musique pop rock et musique folklorique hongroise. Il a joué aussi occasionnellement du sitar.

## Biographie
Gábor Szabó est né à Budapest. Il commence l'apprentissage de la guitare à quatorze ans, inspiré par le jazz qu'il écoute sur la radio Voice of America. Il rejoint les États-Unis en 1956 et entre à la Berklee School of Music à Boston. En 1958 il se produit au Newport Jazz Festival, et fait partie du quintet de Chico Hamilton de 1961 à 1965.

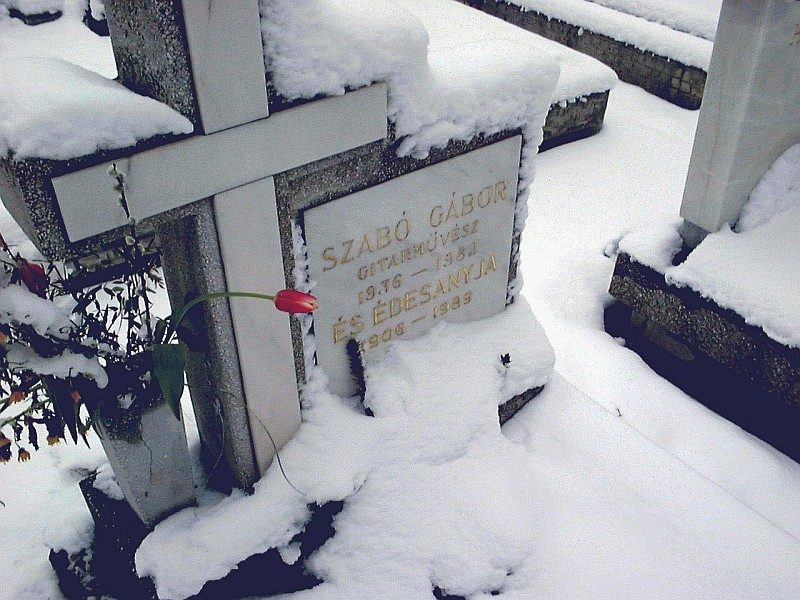
Tombe de Szabó Gábor à Budapest, au cimetière Farkasréti (allée 36/2-1-22).

À la fin des années 1960, Gábor Szabó fonde avec Cal Tjader et Gary McFarland le label éphémère Skye Records, chez qui il enregistre son album avec Lena Horne, en octobre et novembre 1969. Il faisait déjà partie de son orchestre lorsqu'elle chantait au Nugget's dans le Nevada en novembre 1966, et avec Harry Belafonte) au Caesars Palace à Las Vegas en septembre 1969.
Son jeu comporte certains éléments repris à la musique folklorique hongroise, ainsi que des effets larsen inspirés par le rock. Sa composition Gypsy Queen est devenue célèbre après que Carlos Santana l'a reprise en 1970 dans son album Abraxas. Son album pour Impulse!, Wind, Sky And Diamonds, est enregistré en 1967 avec le groupe The California Dreamers, un ensemble vocal avec Ron Hicklin (en), Al Capps, Loren Farber, John Bahler (en), Tom Bahler (en), Ian Freebairn-Smith, Sally Stevens, Sue Allen et Jackie Ward (en). Au cours de sa carrière solo, il a joué avec de nombreux artistes comme Ron Carter, Paul Desmond, Lena Horne, Charles Lloyd, Gary McFarland et Bobby Womack.
Gábor Szabó avait le sentiment d'être difficilement accepté dans le milieu du jazz américain. Lors d'un concert en 1977 au Catamaran Hotel à San Diego, il se plaint du succès de George Benson, Breezin' (composé par Bobby Womack) ; il expliqua au public qu'il avait enregistré cette chanson bien avant Benson, et que ce dernier lui avait tout simplement volé ses arrangements. On peut écouter sa version sur l'album High Contrast (1971) avec Bobby Womack.
Il meurt en 1982 à Budapest, de retour chez lui à la suite de problèmes rénaux et hépatiques.

## Matériel
- Guitares : Martin D-45, Martin D-285, Ovation "Custom Legend Acoustic", Gibson "1965 J160E", Howard Roberts Epiphone, Fender Stratocaster.
- Amplificateurs : Toby "Circular", Fender "Twin Reverb" - 100 Watt", Benson 1.

## Discographie
En tant que leader de formation et publié sous son propre nom.
- 1965 : Gypsy '66  ∫ Impulse! Records / Impulse! A-9105 (Mono) et AS-9105 (Stéréo)
- 1966 : Spellbinder ∫ Impulse! Records / Impulse! A-9123 (Mono) et AS-9123 (Stéréo)
- 1966 : Jazz Raga ∫ Impulse! Records / Impulse! A-9128 (Mono) et AS-9128 (Stéréo)
- 1967 : The Sorcerer (en) ∫ Impulse! Records / Impulse! A-9146 (Mono) et AS-9146 (Stéréo)
- 1967 : Wind, Sky and Diamonds ∫ Impulse! Records / Impulse! A-9151 (Mono) et AS-9151 (Stéréo)
- 1967 : More Sorcery ∫ Impulse! Records / Impulse! A-9167 (Mono) et AS-9167 (Stéréo)
- 1968 : The Best Of Gabor Szabo  ∫ Impulse! Records / Impulse! A-9173 (Mono) et AS-9173 (Stéréo)
- 1968 : Bacchanal ∫ Skye Records / Skye SK-3
- 1968 : Dream ∫ Skye Records / Skye SK-7
- 1969 : Gabor Szabo 1969 ∫ Skye Records / Skye SK-9
- 1969 : Lena & Gabor ∫ Skye Records / Skye SK-15
- 1970 : Magical Connection  ∫ Blue Thumb Records / Blue Thumb BTS 8823 (première série) et BTS 23 (nouvelle série)
- 1971 : Lena Horne & Gábor Szabó - Watch What Happens ∫ Buddah Records / Buddah BDS-18-K
- 1971 : Blowin' Some Old Smoke (compilation période Skye) ∫ Buddah Records / Buddah BDS-20-K
- 1971 : High Contrast  ∫ Blue Thumb Records / Blue Thumb BTS 28
- 1971 : Gabor Szabo & Bobby Womack
- 1972 : Gabor Szabo Live   ∫ Blue Thumb Records / Blue Thumb BTS-6014
- 1972 : Small World
- 1972 : Mizrab (en)  ∫ CTI Records / CTI 6026
- 1973 : Rambler  ∫ CTI Records / CTI 6035
- 1975 : Macho (en)  ∫  Salvation Metronome Records / Salvation Metronome SAL 704
- 1976 : Nightflight (en)
- 1977 : Faces
- 1978 : Belsta River   ∫ Four Leaf Records /  Four Leaf FLC 5030
- 1981 : Femme Fatale (en)

Avec Chico Hamilton
- 1962 : Drumfusion
- 1962 : Transfusion
- 1962 : Passin' Thru
- 1963 : A Different Journey
- 1963 : Man From Two Worlds
- 1965 : Chic Chic Chico
- 1965 : El Chico
- 1966 : The Further Adventures Of El Chico

Avec Charles Lloyd
- 1965 : Of Course, Of Course
- 1965 : Nirvana (en)
- 1972 : Waves (en)

Avec Gary McFarland
- 1965 : The In Sound
- 1966 : Profiles
- 1966 : Simpatico with Gabor Szabo

### Autres collaborations musicales
Avec Myrna Bell
- 1956 : Myrna Bell

Avec Louis Armstrong
- 1958 : Newport Jazz Festival Live

Avec International Youth Band
- 1958 : Newport '58
- 1958 : Jazz In The Classroom Volume II : Berklee School of Music
- 1959 : Jazz In The Classroom Volume IV : Berklee School of Music

Avec Steve Allen
- 1967 : Songs For Gentle People (1967)

Avec The California Dreamers, Bob Thiele & The New Happy Times Orchestra
- 1967 : Light My Fire  ∫ Impulse! Records / Impulse! A-9159 (Mono) et AS-9159 (Stéréo)

Avec Paul Desmond
- 1973 : Skylark (en)

Avec Slim Gaillard
- 1974 : Roots Of Vouty

Avec Coke Escovedo
- 1976 : Comin' At Ya

Avec Charles Earland
- 1976 : The Great Pyramid